# Telekamery 2019
Telekamery 2019 – nagrody i nominacje dwudziestego drugiego plebiscytu Telekamery „Tele Tygodnia” za rok 2018 dla postaci i wydarzeń telewizyjnych. Nominacje ogłoszono 21 grudnia 2018. Nagrody zostały przyznane w 11 kategoriach podczas gali, która odbyła się 25 lutego 2019 w Arkadach Kubickiego Zamku Królewskiego w Warszawie.

## Nagrody i nominacje
Opracowano na podstawie materiału źródłowego.

### Aktorka

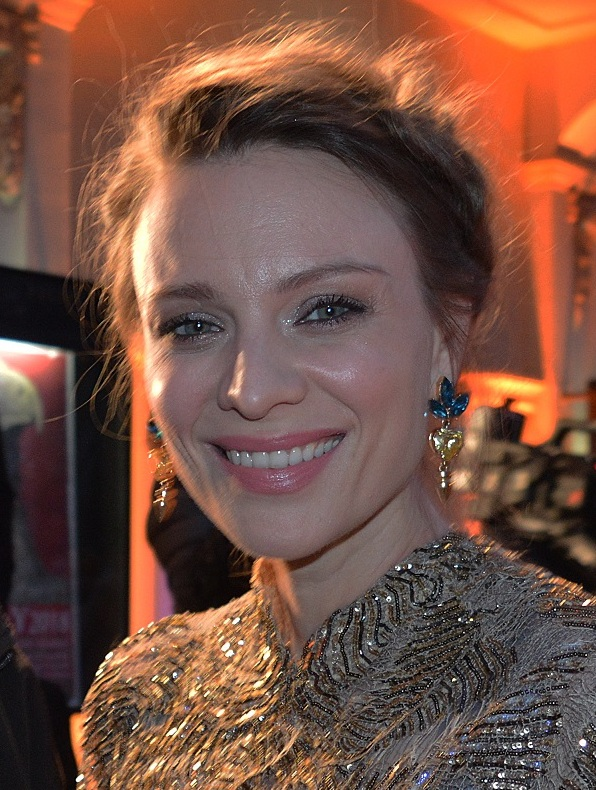
Magdalena Boczarska
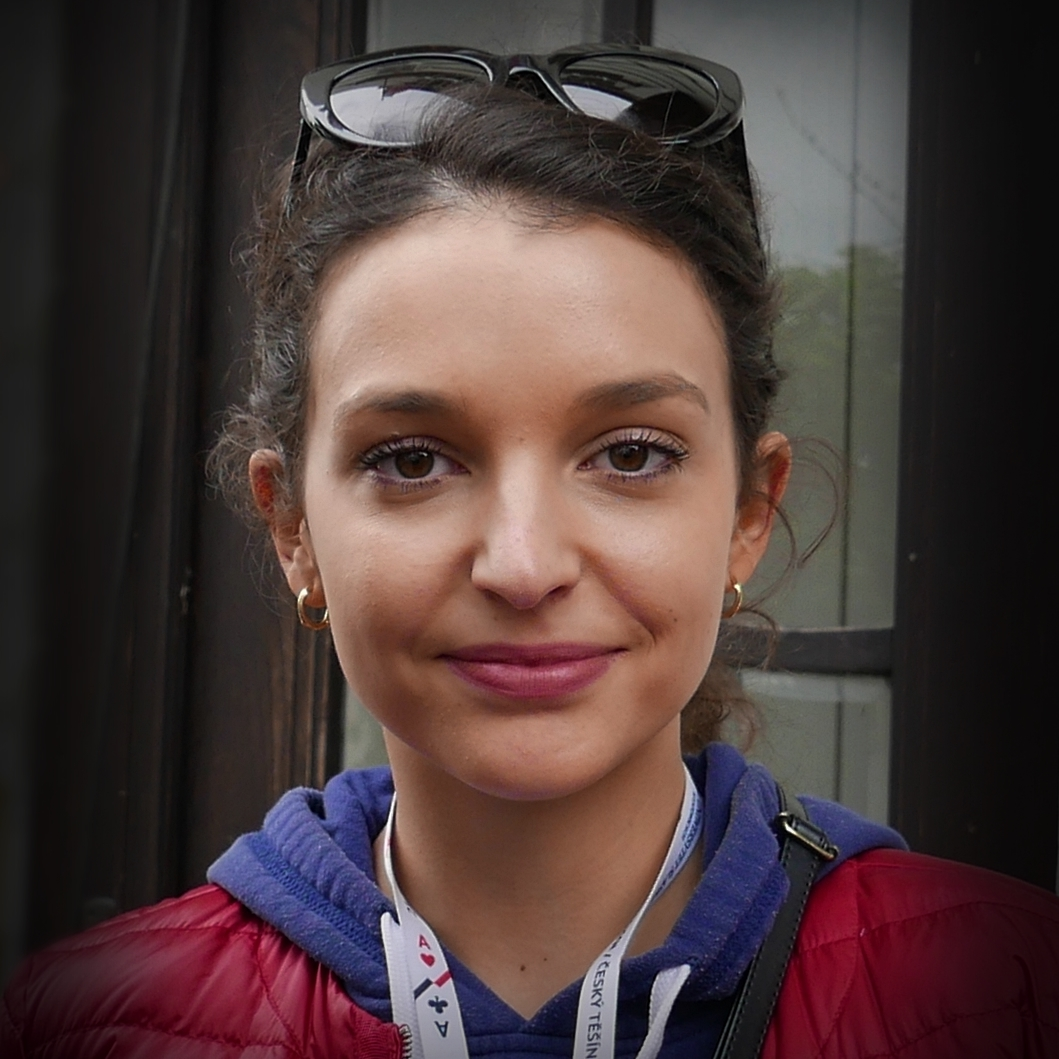
Maria Dębska
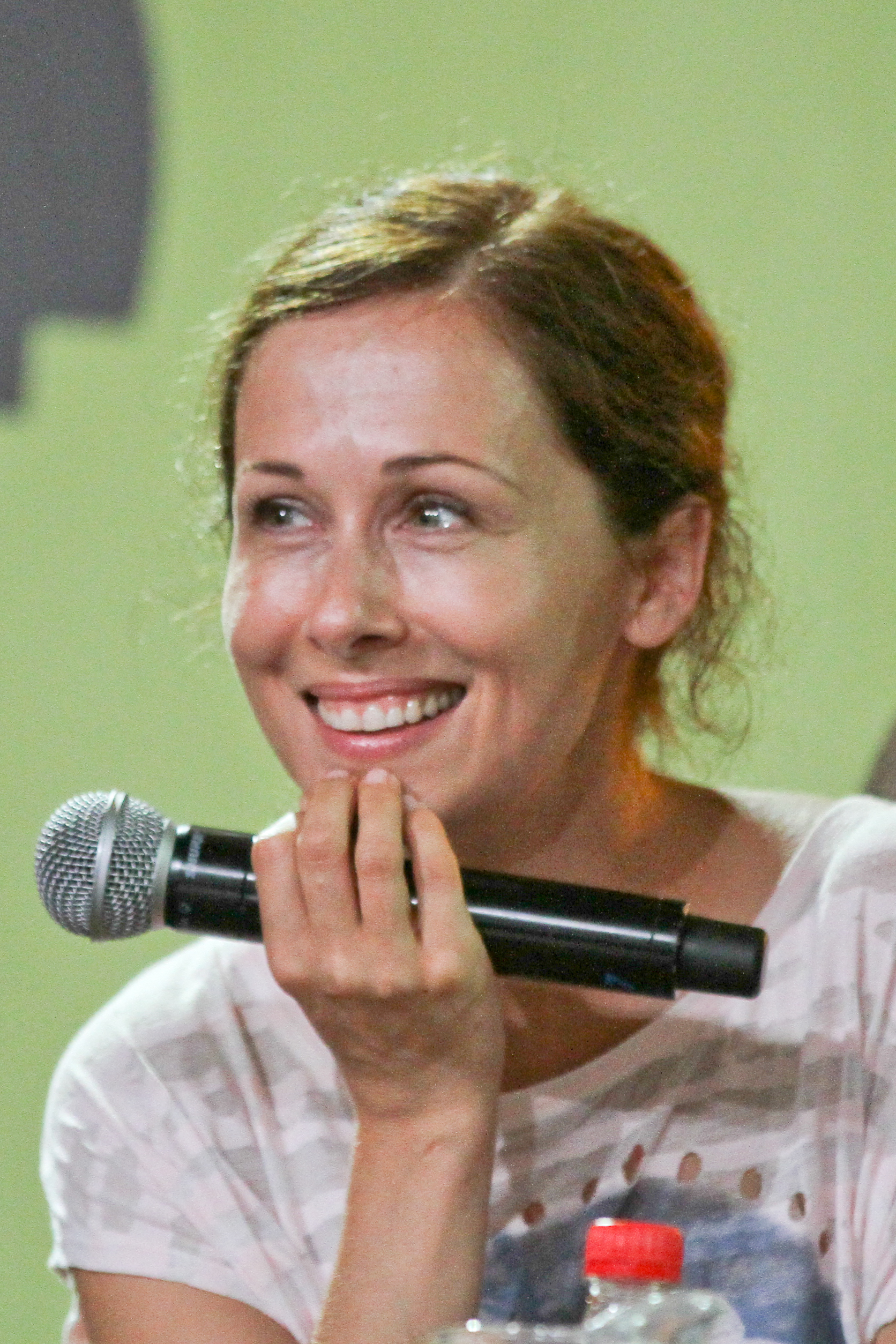
Jolanta Fraszyńska
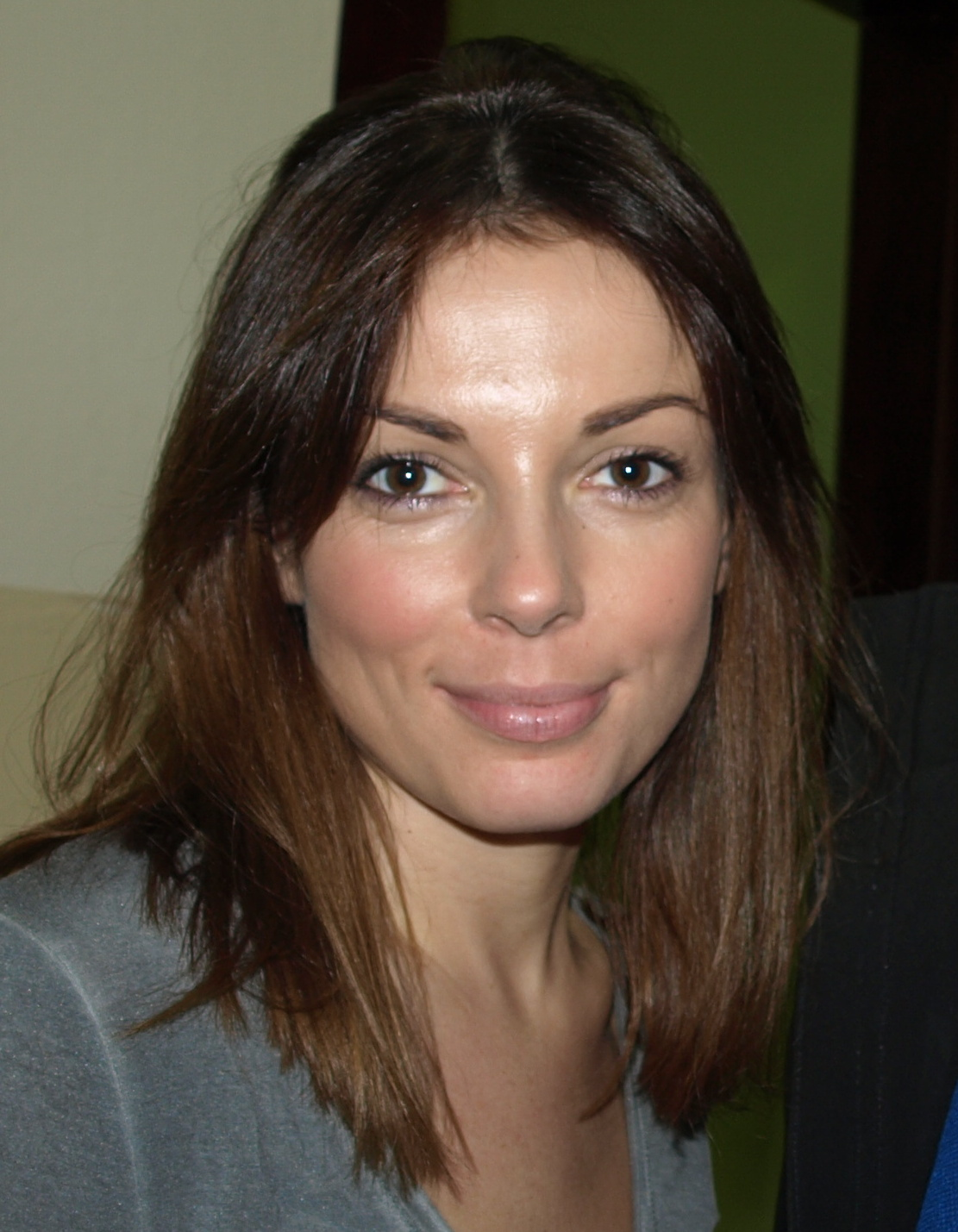
Katarzyna Glinka
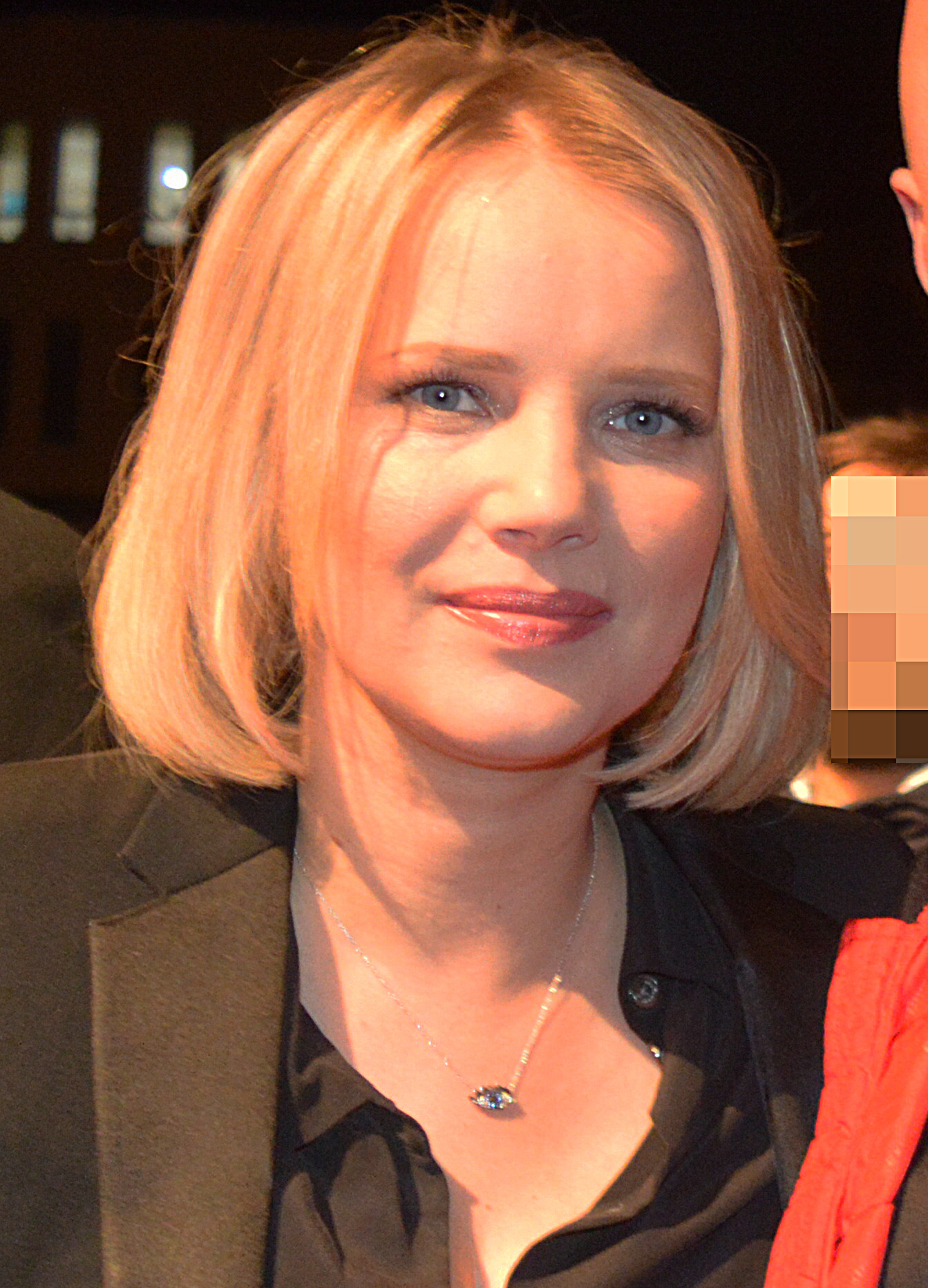
Joanna Kulig

- Magdalena Boczarska
- Maria Dębska
- Jolanta Fraszyńska
- Katarzyna Glinka
- Joanna Kulig

### Aktor

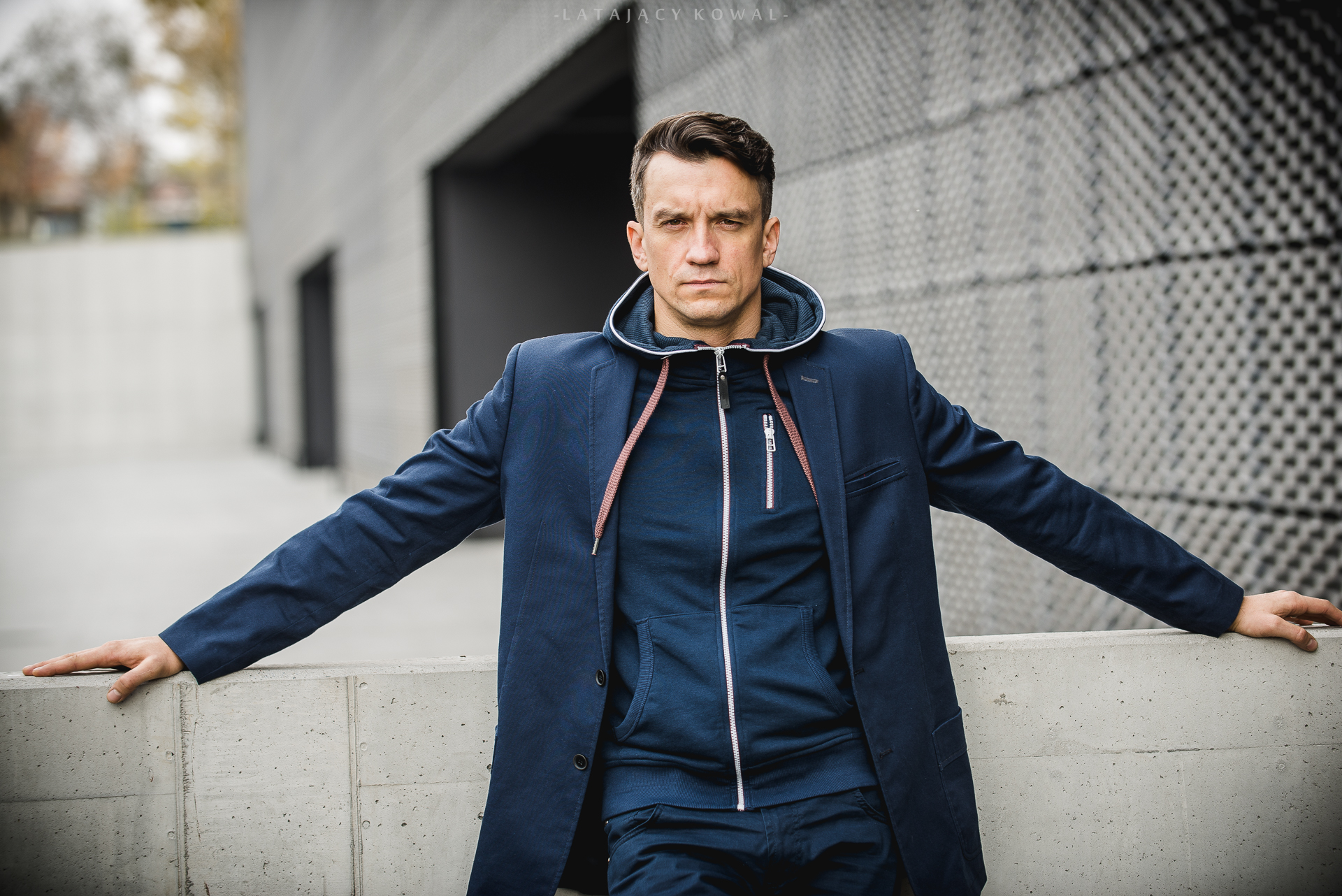
Michał Czernecki
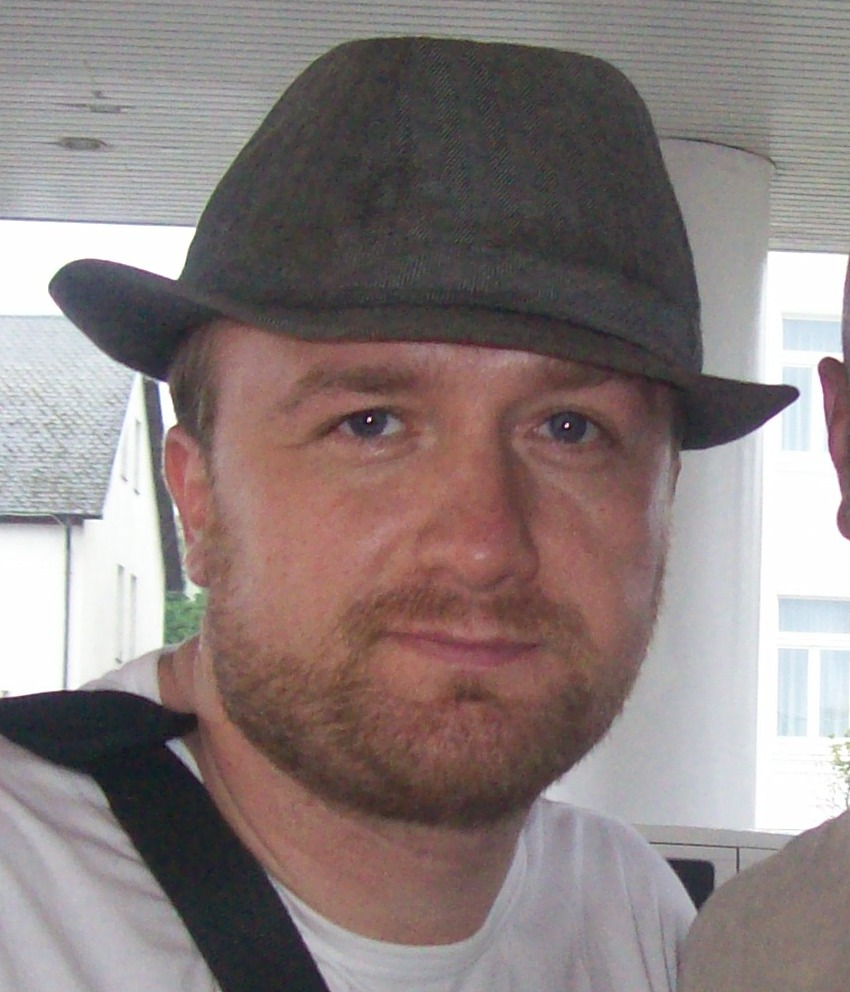
Bartłomiej Kasprzykowski
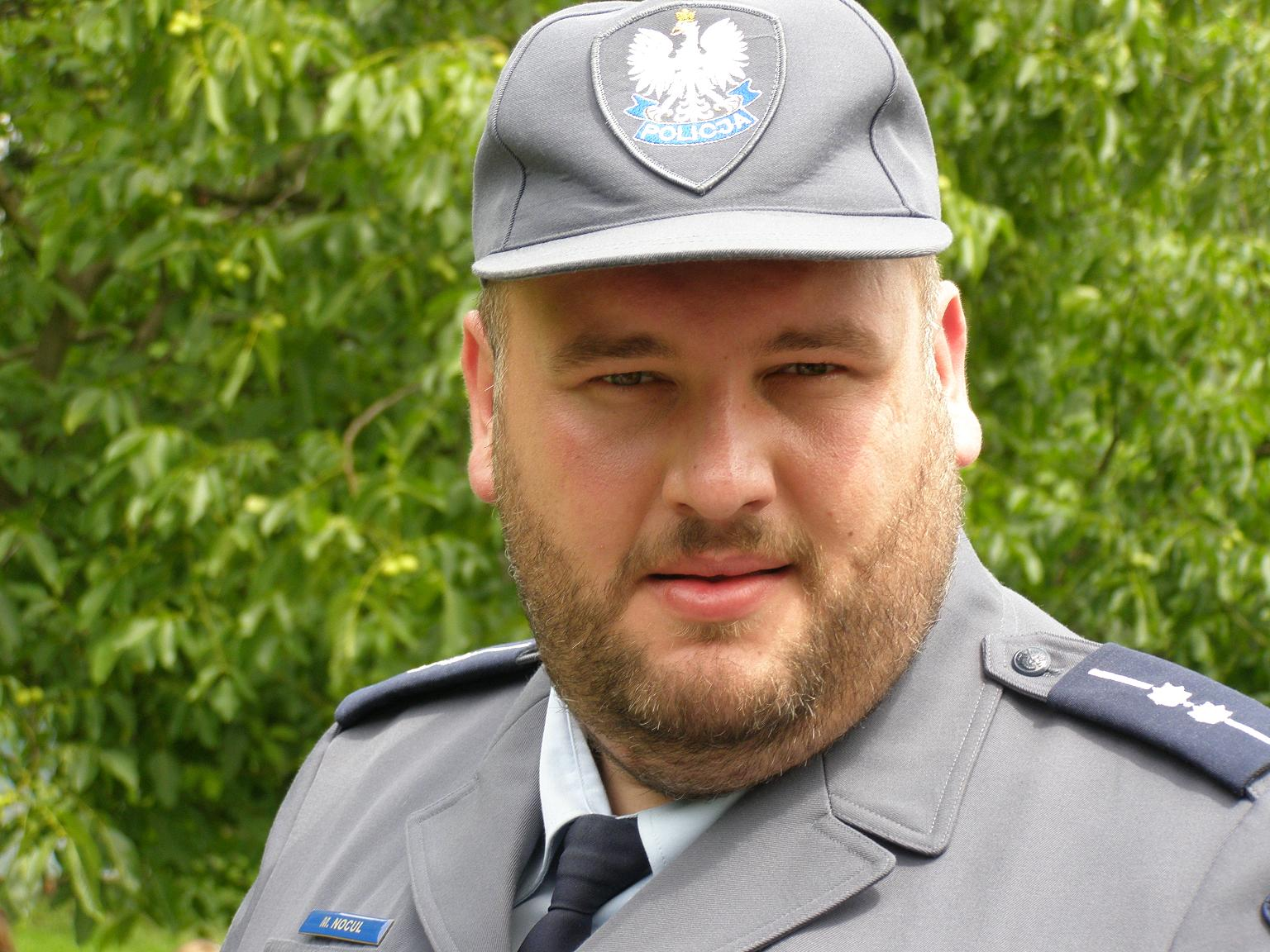
Michał Piela
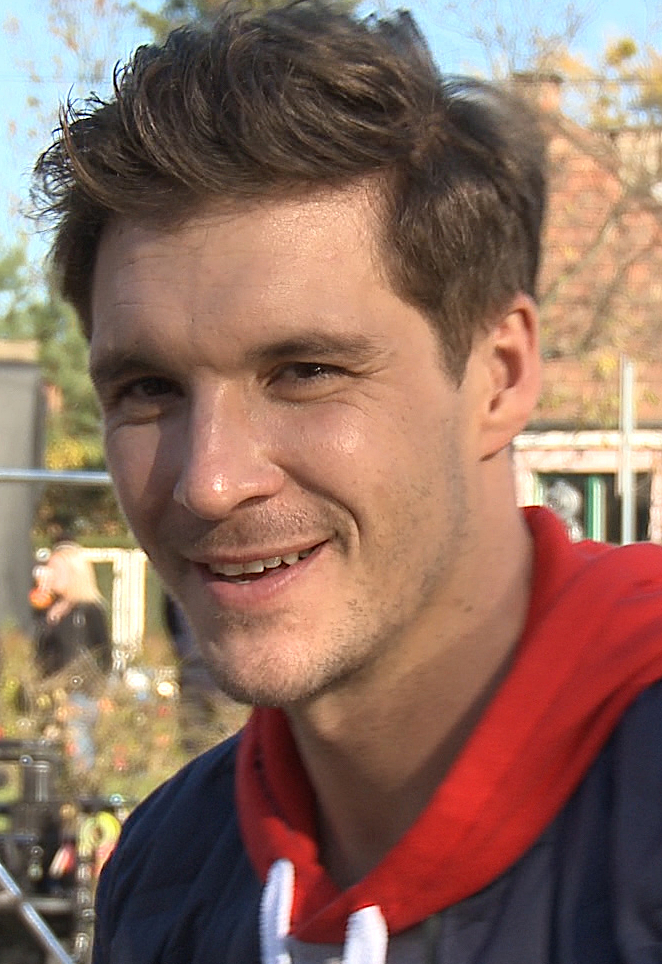
Mikołaj Roznerski
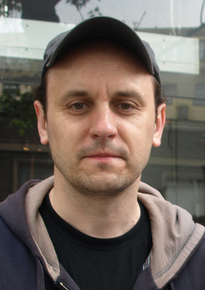
Adam Woronowicz

- Michał Czernecki
- Bartłomiej Kasprzykowski
- Michał Piela
- Mikołaj Roznerski
- Adam Woronowicz

### Serial
- Korona królów
- Leśniczówka
- Ojciec Mateusz
- Pułapka

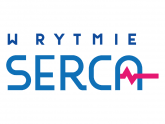
W rytmie serca

- W rytmie serca

### Osobowość telewizyjna

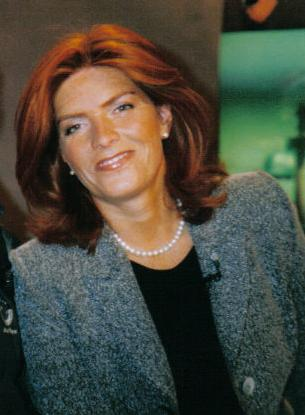
Katarzyna Dowbor
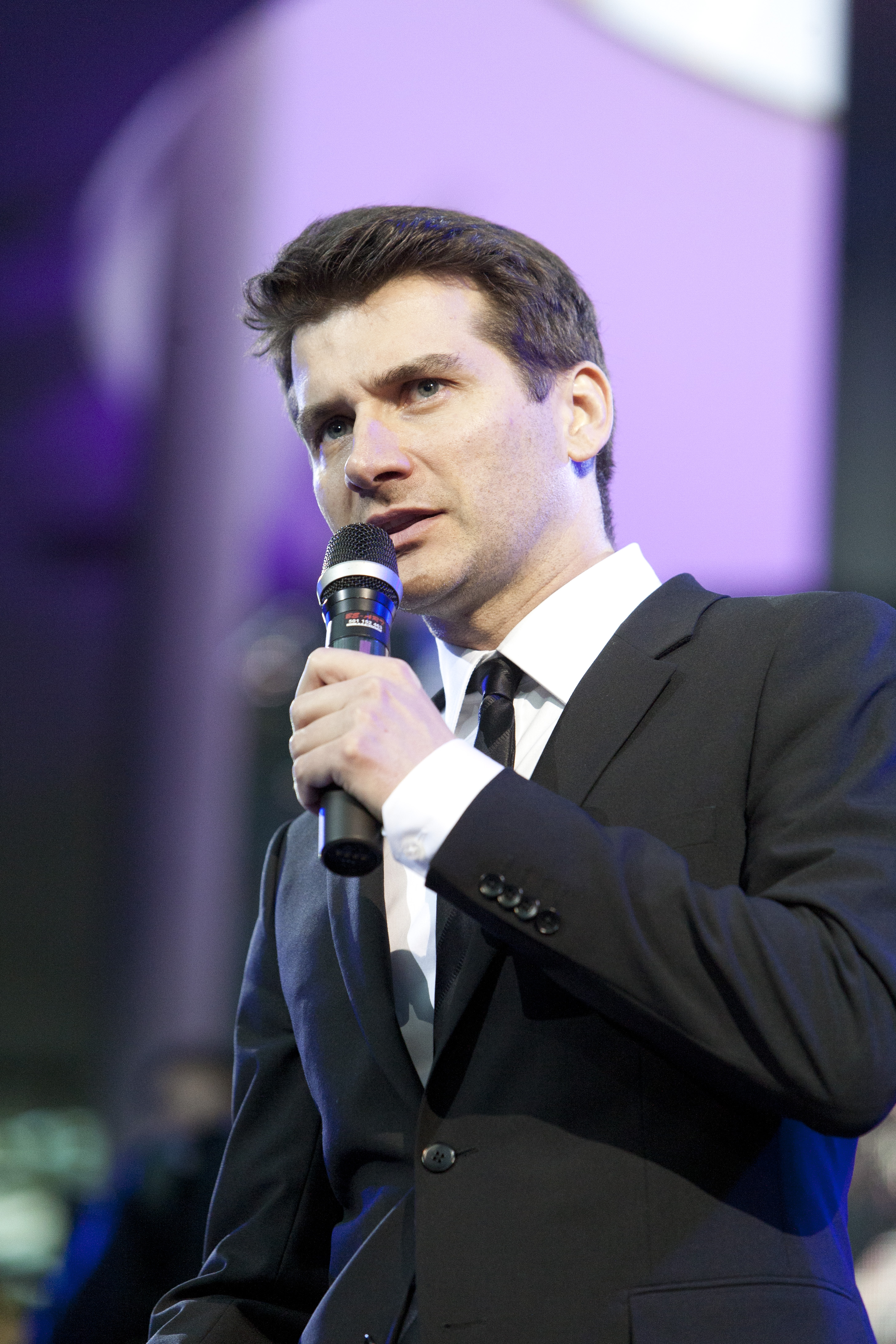
Tomasz Kammel
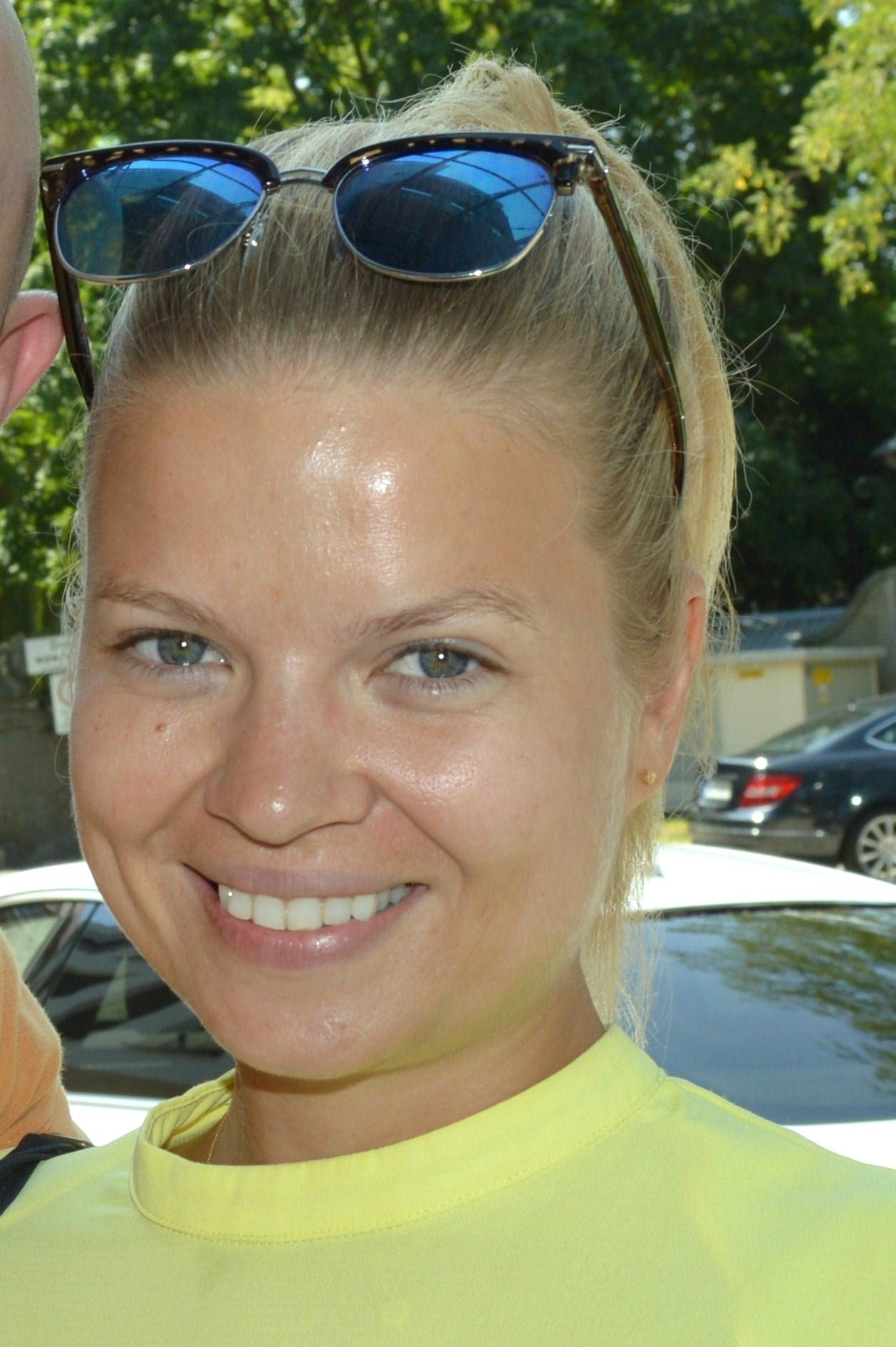
Marta Manowska
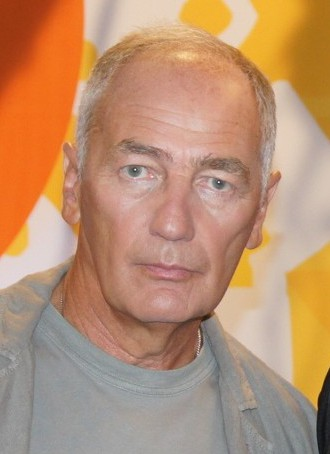
Karol Strasburger
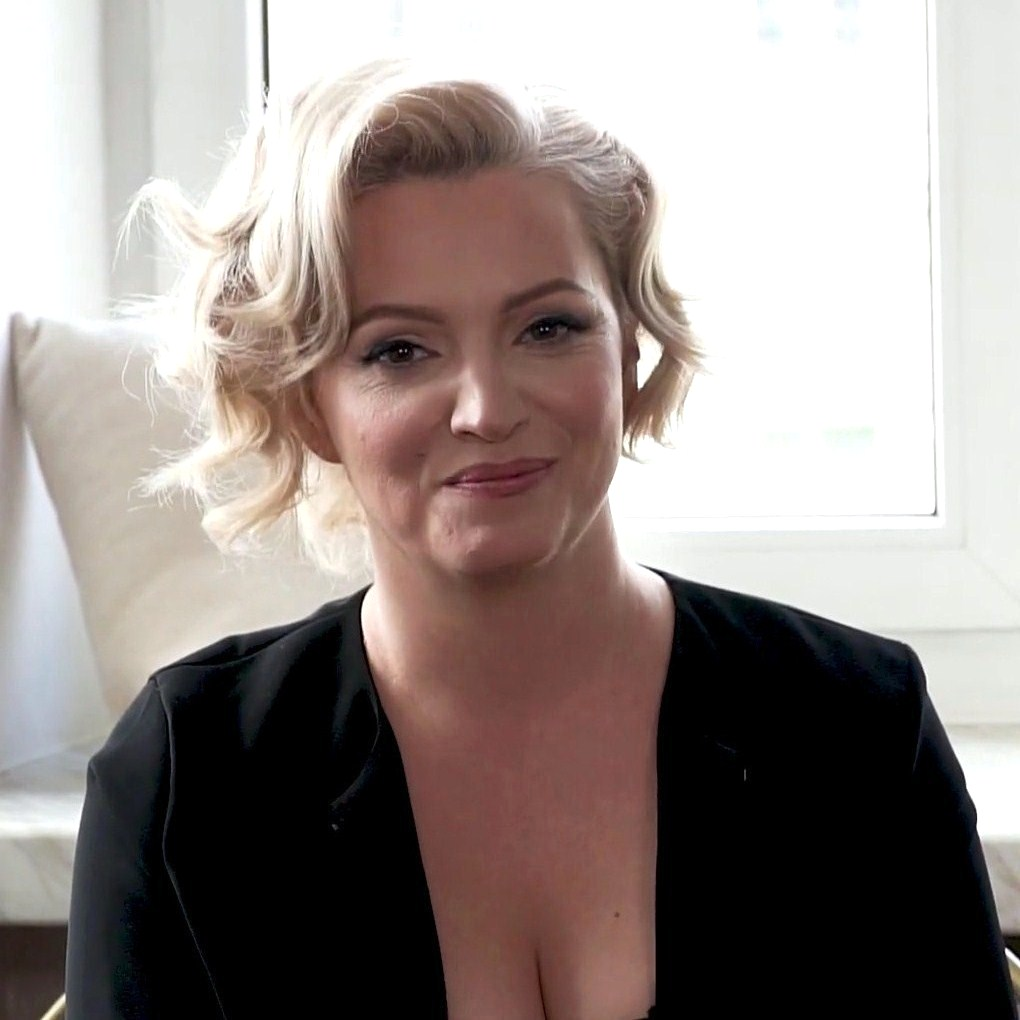
Dorota Szelągowska

- Katarzyna Dowbor
- Tomasz Kammel
- Marta Manowska
- Karol Strasburger
- Dorota Szelągowska

### Prezenter informacji

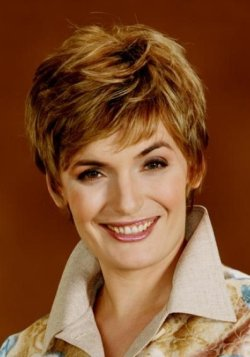
Dorota Gawryluk
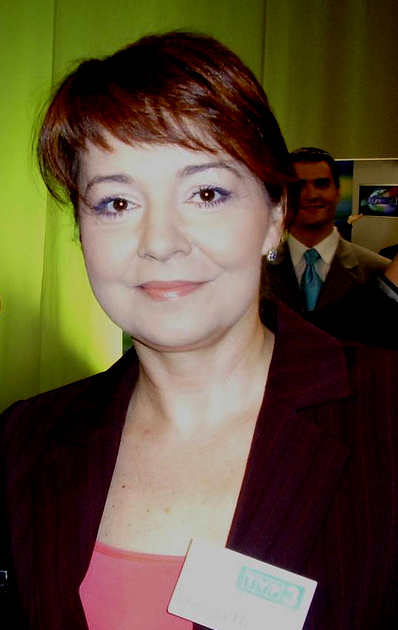
Danuta Holecka
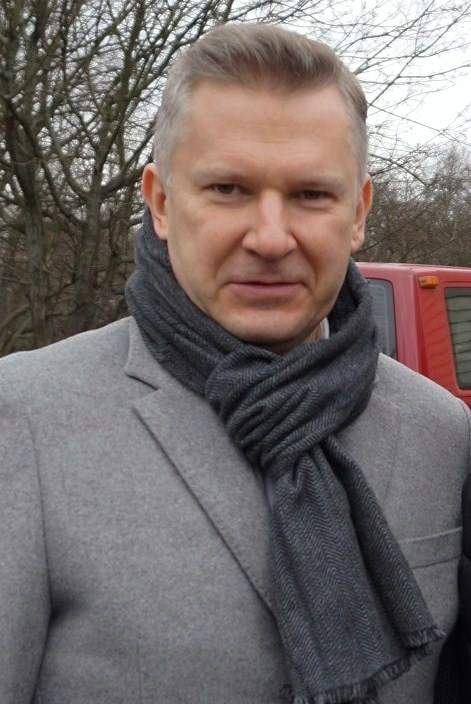
Grzegorz Kajdanowicz
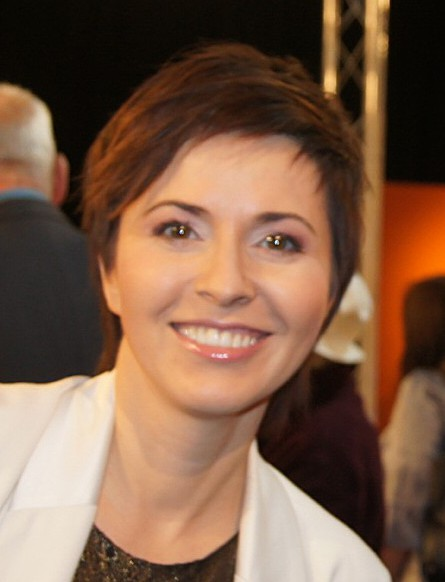
Marta Kielczyk
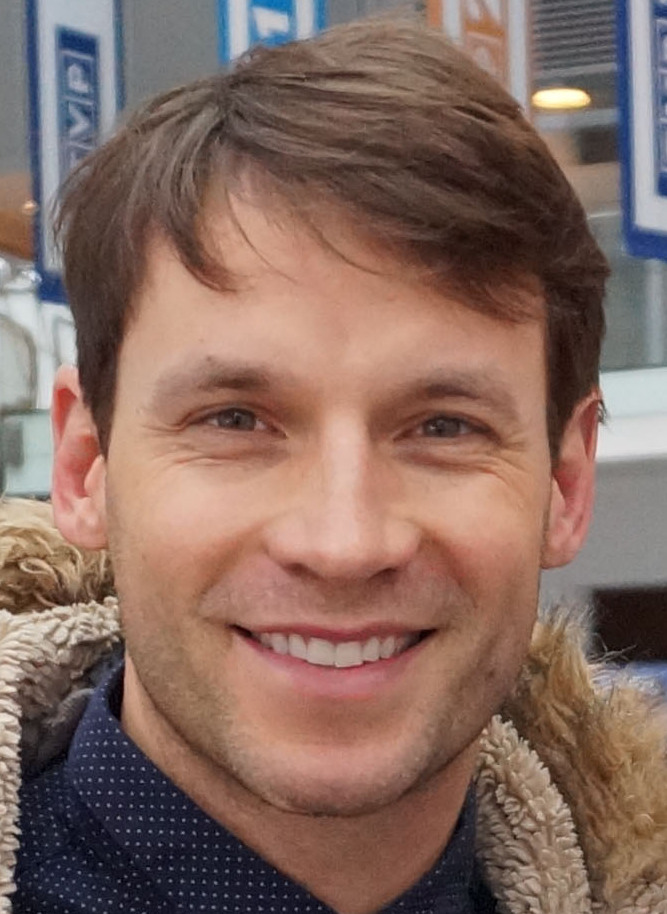
Tomasz Wolny

- Dorota Gawryluk
- Danuta Holecka
- Grzegorz Kajdanowicz
- Marta Kielczyk
- Tomasz Wolny

### Prezenter pogody

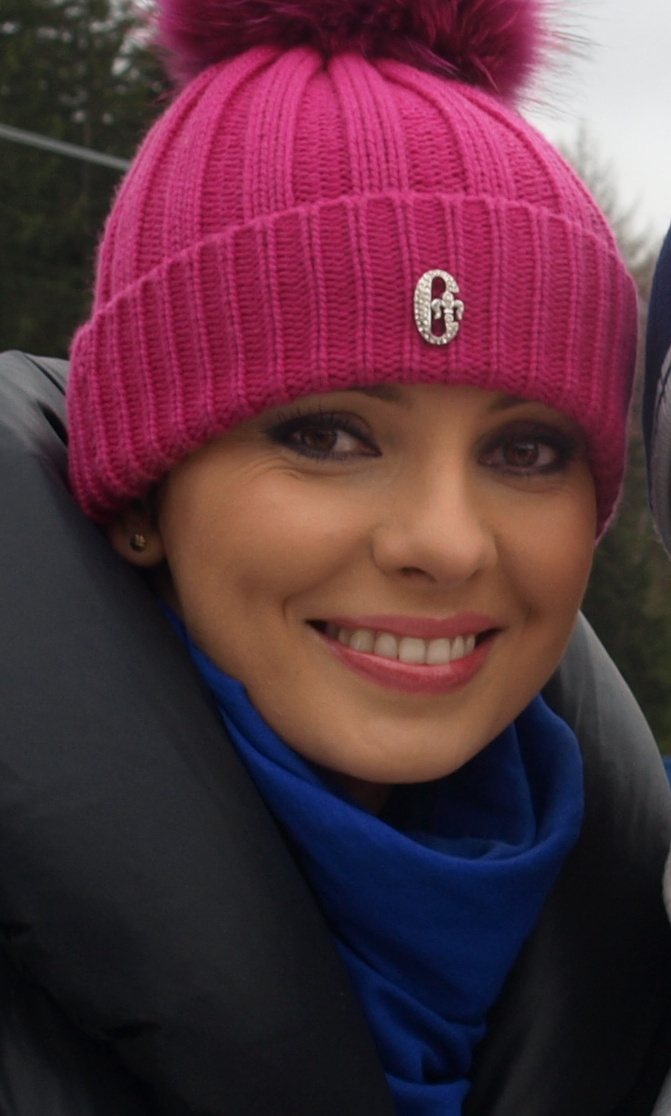
Dorota Gardias
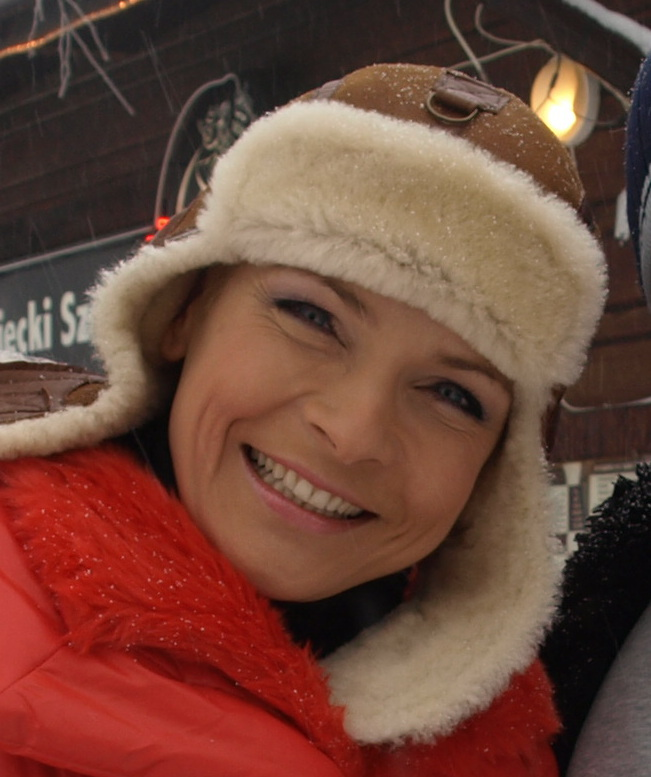
Aleksandra Kostka
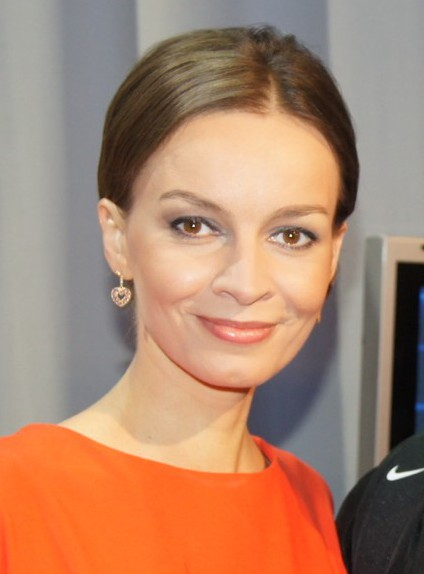
Marzena Słupkowska
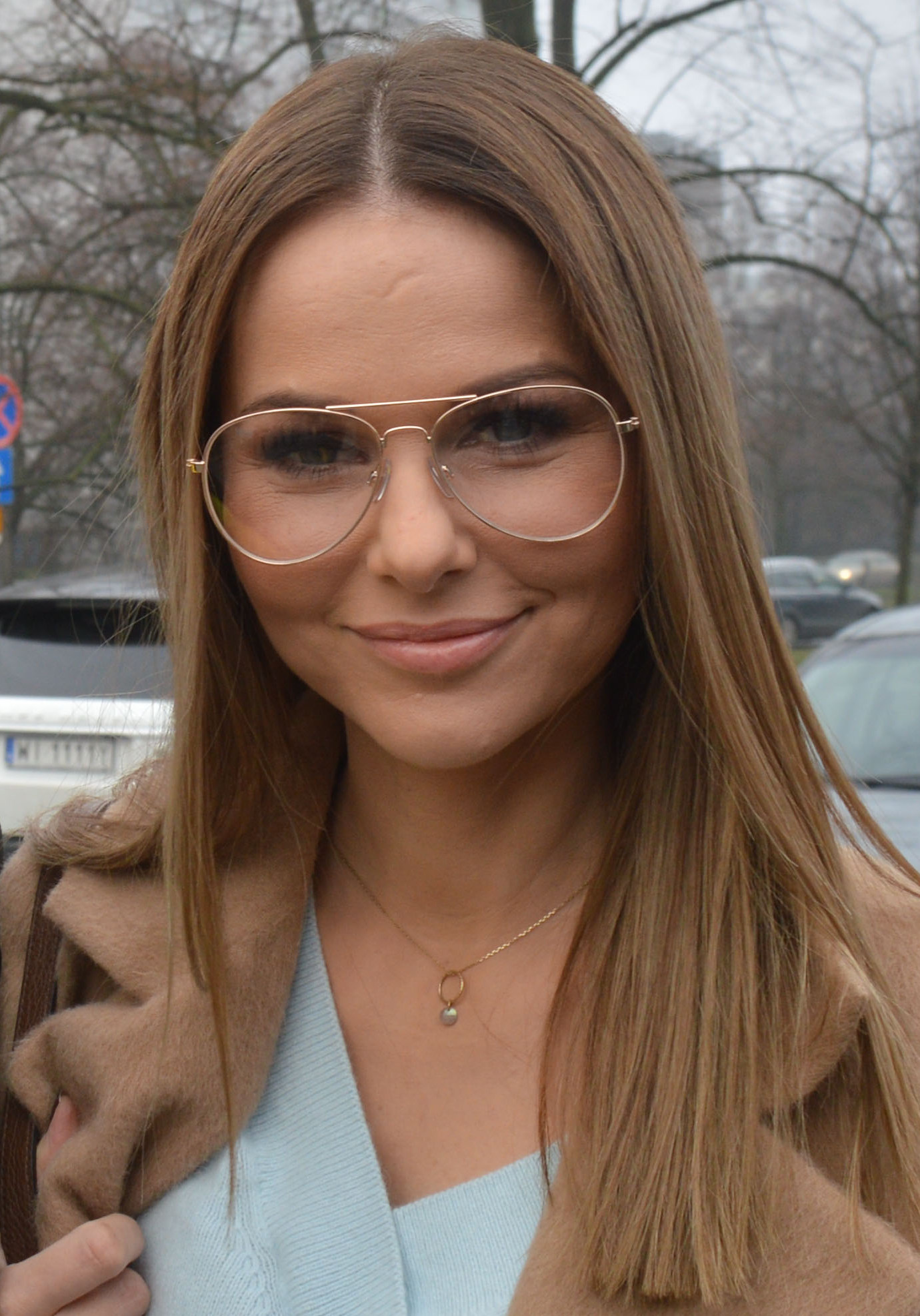
Paulina Sykut-Jeżyna

- Dorota Gardias
- Aleksandra Kostka
- Marzena Słupkowska
- Paulina Sykut-Jeżyna

### Komentator sportowy

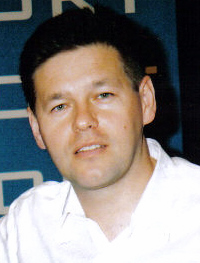
Piotr Dębowski
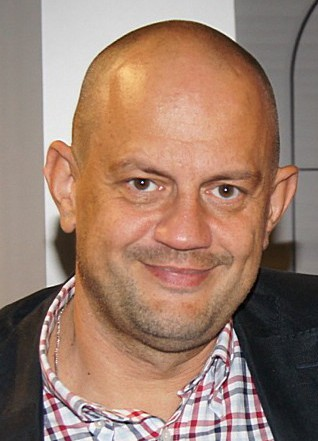
Jacek Laskowski
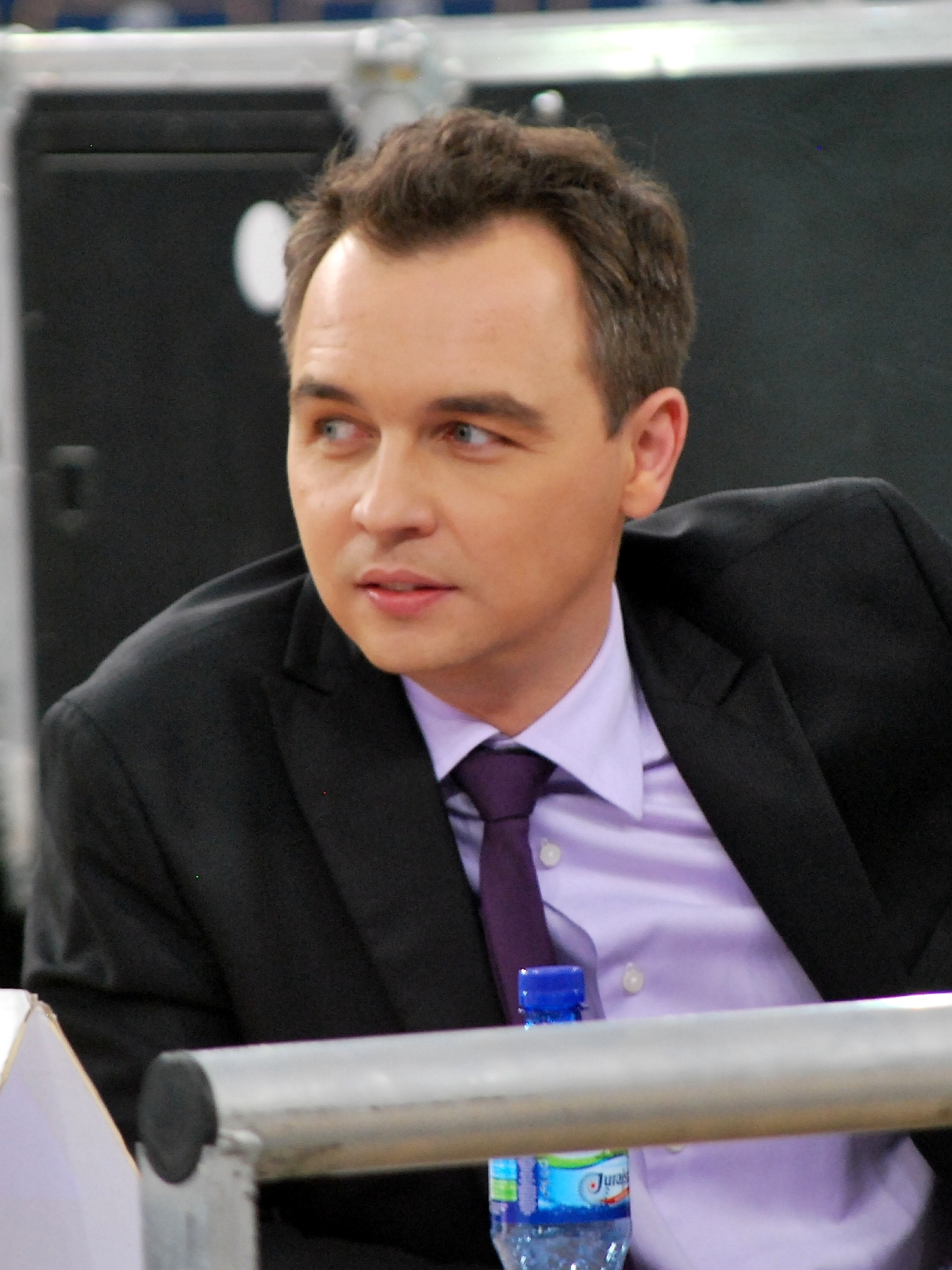
Jerzy Mielewski
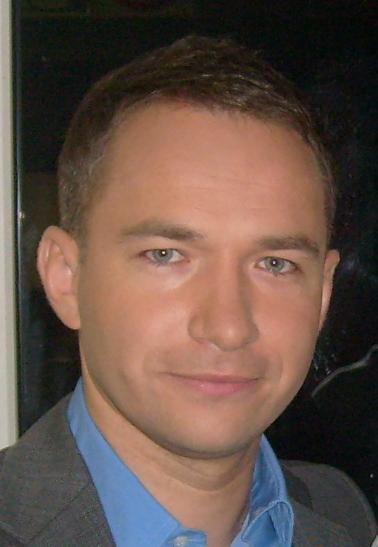
Rafał Patyra
- Andrzej Twarowski

- Piotr Dębowski
- Jacek Laskowski
- Jerzy Mielewski
- Rafał Patyra

### Juror

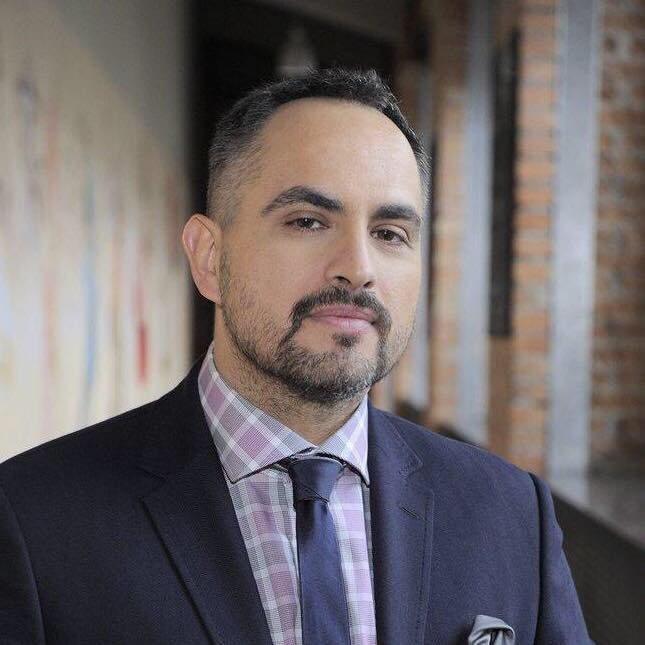
Agustin Egurrola
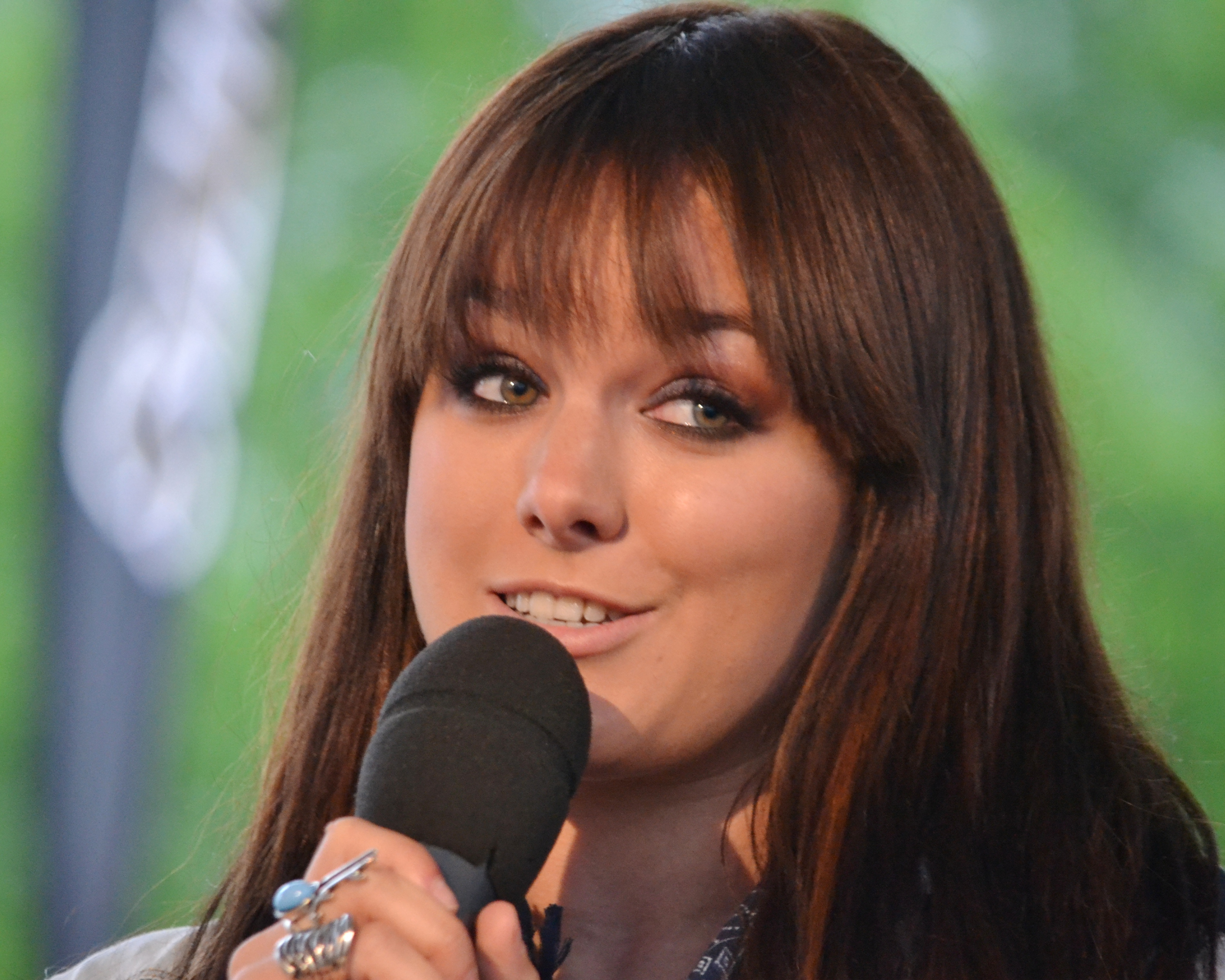
Ewa Farna
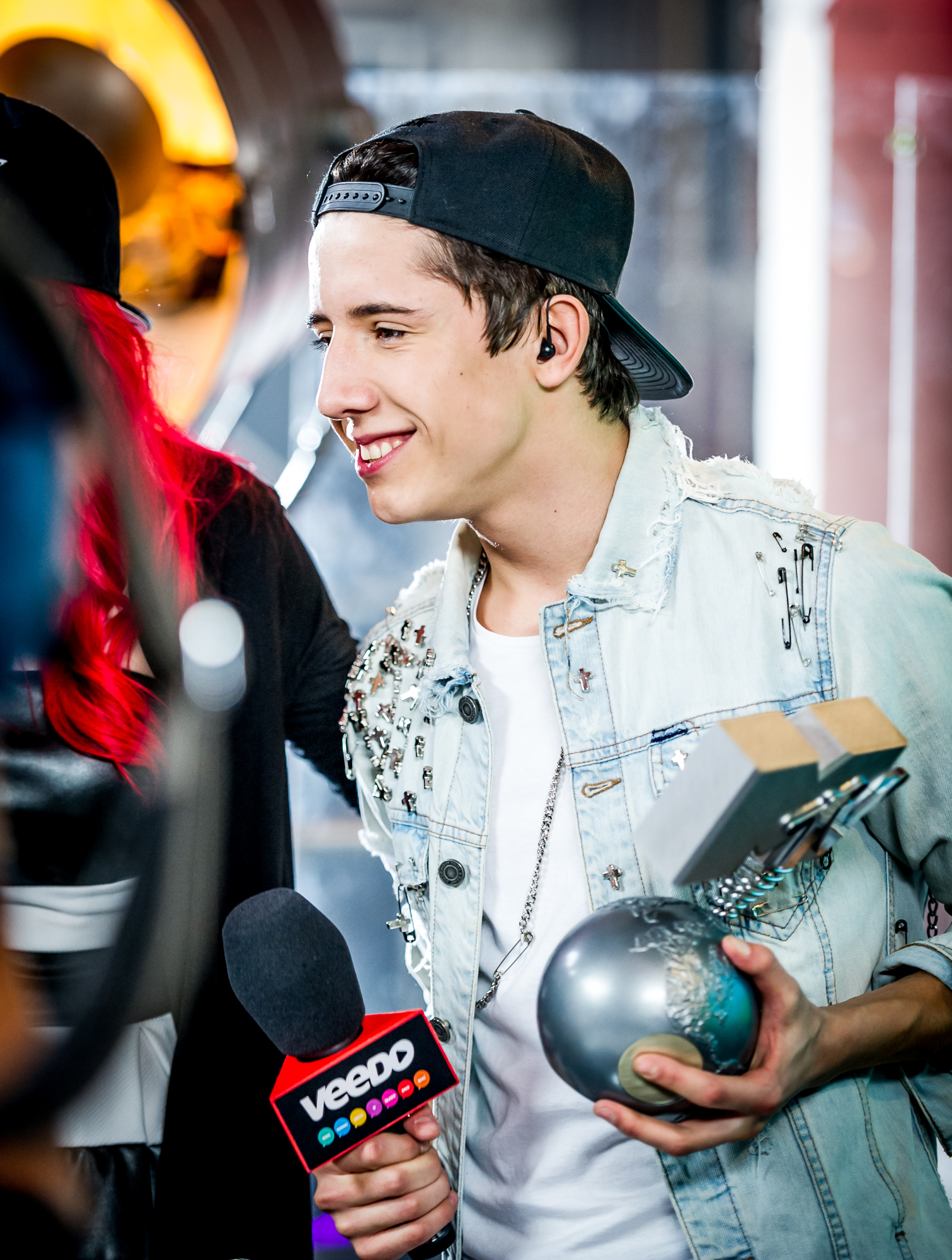
Dawid Kwiatkowski
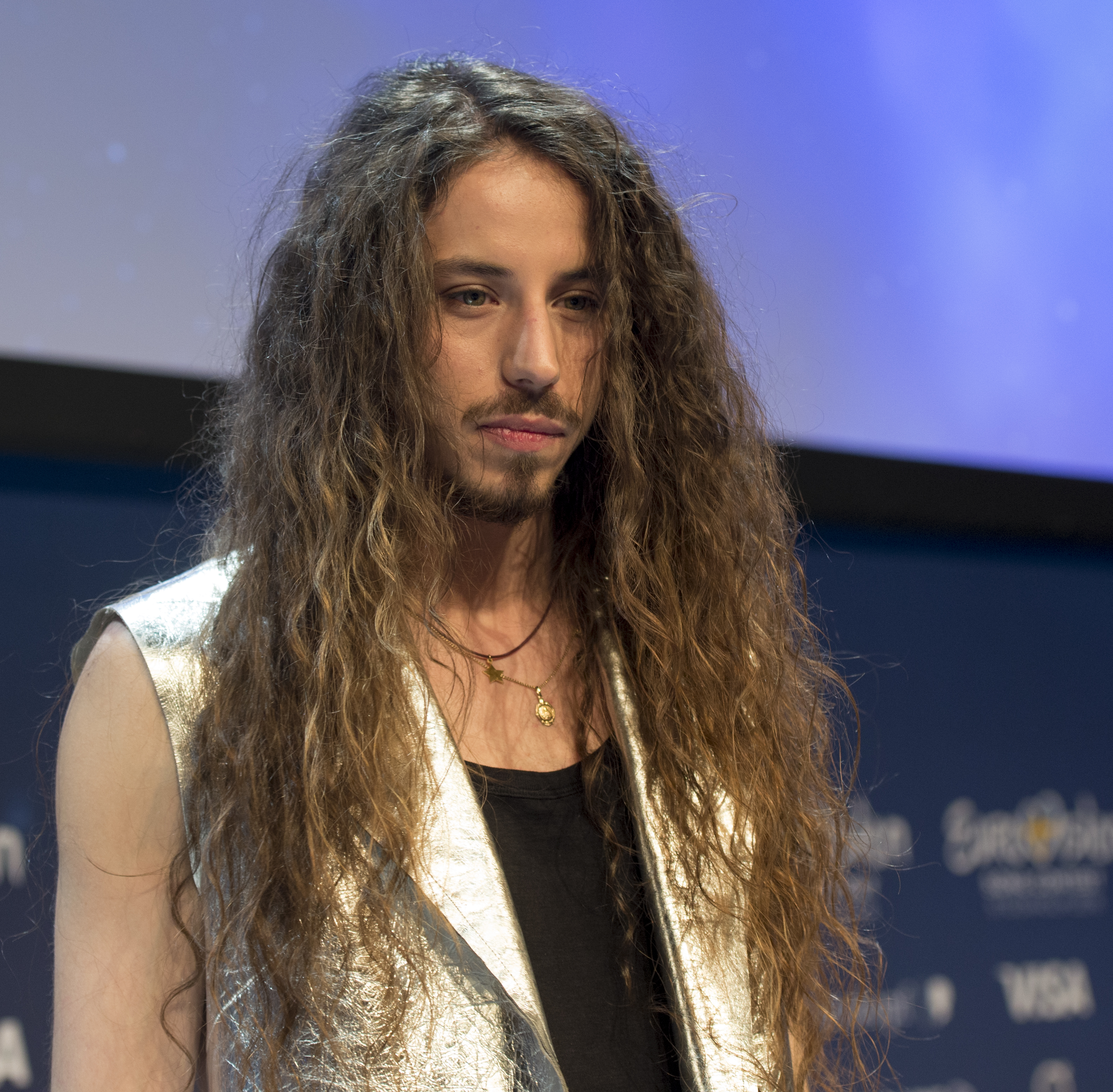
Michał Szpak
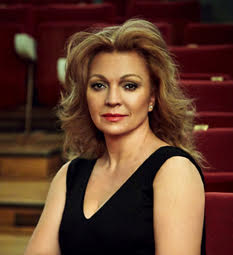
Małgorzata Walewska

- Agustin Egurrola
- Ewa Farna
- Dawid Kwiatkowski
- Michał Szpak
- Małgorzata Walewska

### Program rozrywkowy

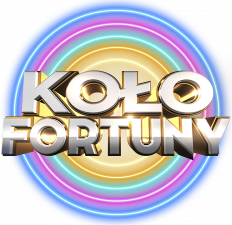
Koło Fortuny
- Mam talent!
- Rolnik szuka żony
- Śpiewajmy razem. All Together Now
- Twoja twarz brzmi znajomo

- Koło Fortuny

### Serial fabularno-dokumentalny
- Gliniarze
- Lombard. Życie pod zastaw
- Magazyn Kryminalny 997
- Szpital
- Weterani. Wyrwani śmierci

### Nagroda magazynu Netfilm
- 1983
- Człowiek z Wysokiego Zamku 3
- Rojst
- Ślepnąc od świateł
- Westworld 2

### Człowiek roku
- Bartosz Kurek

### Produkcja roku
- Niepodległość

## Złota Telekamera

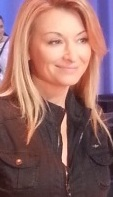
Martyna Wojciechowska
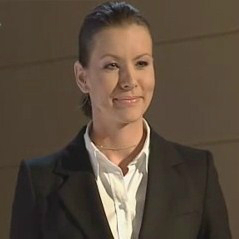
Anita Werner
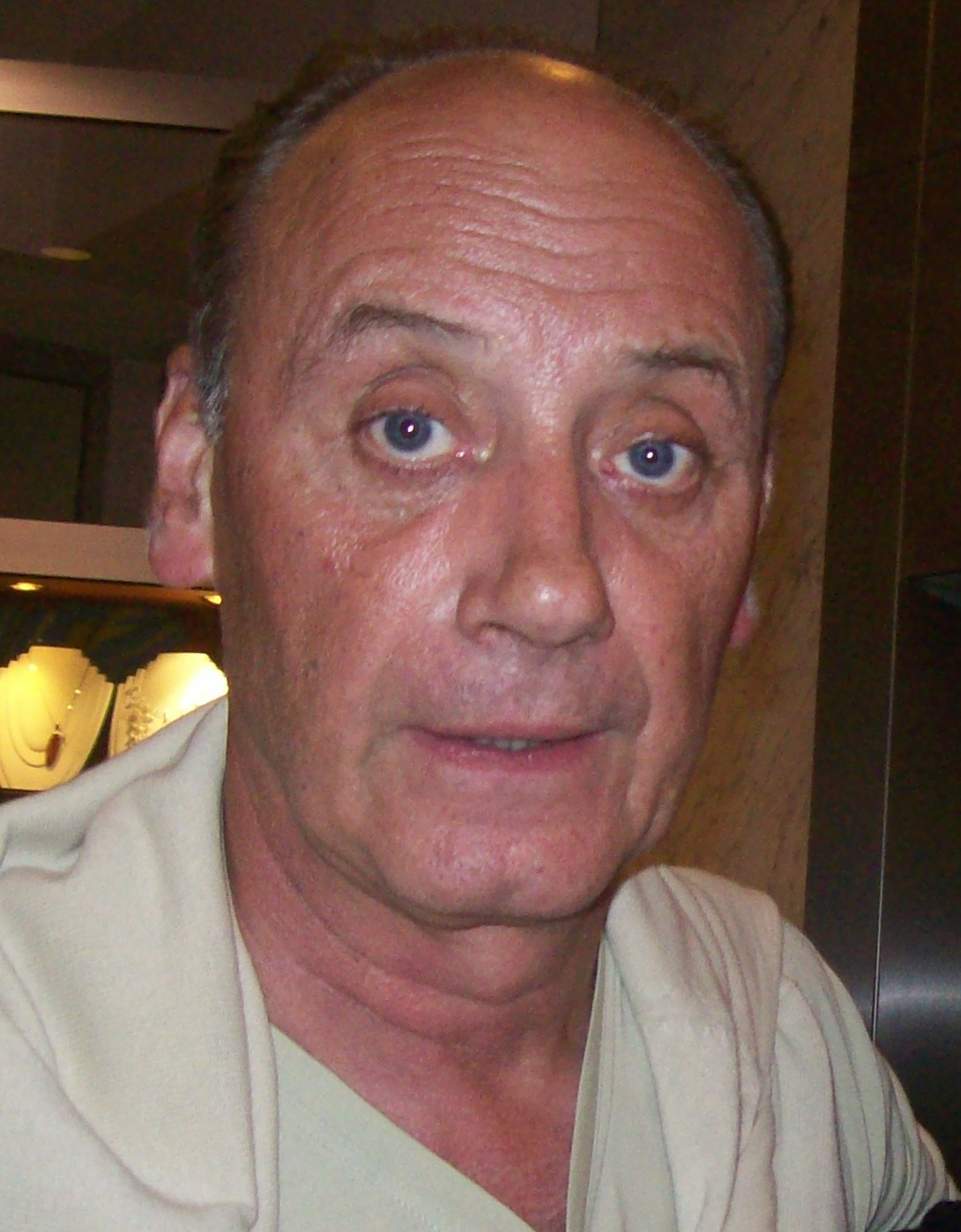
Dariusz Szpakowski

- Martyna Wojciechowska
- Anita Werner
- Dariusz Szpakowski